# Mackenrode
Mackenrode är en kommun och ort i Landkreis Eichsfeld i förbundslandet Thüringen i Tyskland.
Kommunen ingår i förvaltningsområdet Uder tillsammans med kommunerna Asbach-Sickenberg, Birkenfelde, Dietzenrode/Vatterode, Eichstruth, Lenterode, Lutter, Röhrig, Schönhagen, Steinheuterode, Thalwenden, Uder och Wüstheuterode.